# Christian Tabash
Christian Tabash, född den 14 maj 1999 i Alexandria, Virginia, är en amerikansk roddare.

## Karriär
Vid olympiska sommarspelen 2024 i Paris ingick Christian Tabash i det amerikanska lag som tog brons i åtta med styrman.